# Рональд ДеФео молодший
Рональд Джозеф ДеФео молодший (англ. Ronald Joseph DeFeo Jr., 26 вересня 1951 р — 12 березня 2021) — американський серійний вбивця, якого судили та засудили за вбивства його батька, матері, двох братів і двох сестер у 1974 році в Амітівілі, Лонг-Айленд, Нью-Йорк. Засуджений до шести вироків по 25 років (150 років загалом), ДеФео помер у в'язниці 12 березня 2021 року. Цей випадок надихнув книгу та кіноверсії «Жахів Амітивіля».

## Вбивство

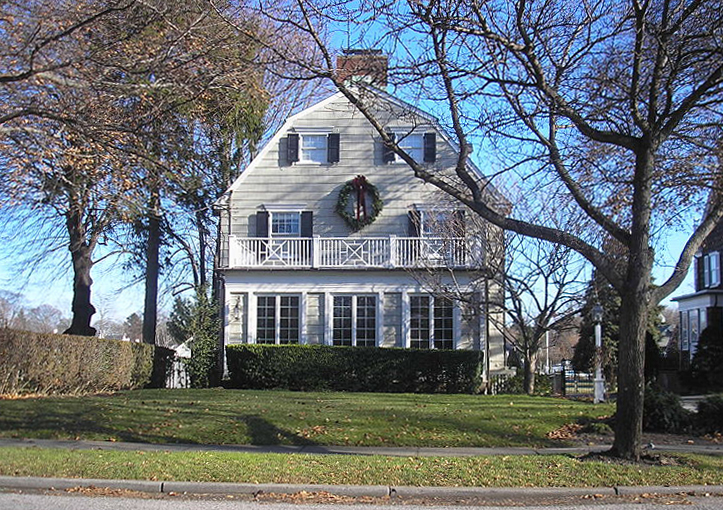
Будинок «Хай-Хоупз» на Оушен-Авеню, 112, 2005 року

Близько 18:30 13 листопада 1974 року ДеФео, якому тоді було 23 роки, увійшов до бару Henry's Bar в Амітівіллі, Лонг-Айленд, штат Нью-Йорк, і заявив: «Ви повинні мені допомогти! Я думаю, мої мати і батько розстріляні!». ДеФео та невелика група людей пішли на Оушен-авеню, 112, яка була розташована біля бару, і виявили, що батьки ДеФео мертві в будинку. Один із групи, друг ДеФео Джо Єсвіт, зробив екстрений виклик до відділу поліції округу Саффолк, який обшукав будинок і виявив, що шестеро членів сім’ї були мертві у своїх ліжках.
Жертвами стали батьки Рональда-молодшого: Рональд ДеФео-старший (43) і Луїза ДеФео ( уроджена Бріганте, 43); і його четверо братів і сестер: Дон (18), Еллісон (13), Марк (12) і Джон (9). Усі жертви були розстріляні з гвинтівки Marlin 336C калібру .35 близько третьої години ночі того дня. Усі діти були вбиті одними пострілами, а батьки ДеФео отримали по два постріли. Речові докази свідчать про те, що Луїза ДеФео та її дочка Еллісон не спали під час своєї смерті. За даними поліції округу Саффолк, усі жертви були знайдені лежачи обличчям вниз у ліжку. Сім'я ДеФео займала 112 Ocean Avenue з моменту придбання його в 1965 році. Пізніше шість жертв були поховані на кладовищі Святого Чарльза неподалік у Фармінгдейлі.
Рональд ДеФео-молодший, також відомий як «Бутч», був старшою дитиною сім'ї та єдиним її членом, який вижив. Він був доставлений до місцевого відділку поліції для його власного захисту після того, як припустив поліцейським на місці злочину, що вбивства були здійснені вбивцею натовпу Луїсом Фаліні. Однак незабаром інтерв'ю на станції виявило серйозні суперечності в його версії подій. Наступного дня він зізнався, що сам скоїв убивства; і Фаліні, ймовірний вбивця, мав алібі, яке доводило, що він був поза штатом під час вбивства. ДеФео сказав детективам: «Як тільки я почав, я просто не міг зупинитися. Це пройшло так швидко». Він зізнався, що прийняв ванну та переодягнувся, а також детально розповів, куди він викинув важливі докази, такі як заплямований кров’ю одяг, гвинтівку Марліна та патрони, перш ніж піти на роботу, як зазвичай.

## Суд і засудження
Суд над ДеФео розпочався 14 жовтня 1975 року. Він і його адвокат Вільям Вебер захищалися неосудністю, де ДеФео стверджував, що він убив свою сім'ю в порядку самооборони, оскільки почув їхні голоси, які змовлялися проти нього. Провину про неосудність підтримав психіатр захисту Даніель Шварц. Психіатр звинувачення, доктор Гарольд Золан, стверджував, що, хоча ДеФео був споживачем героїну та ЛСД, він мав антисоціальний розлад особистості та усвідомлював свої дії під час злочину. Суддя Томас Старк заявив, що злочини ДеФео були «найгіршими вбивствами, скоєними в окрузі Саффолк з моменту його заснування».
21 листопада 1975 року ДеФео було визнано винним за шістьма пунктами звинувачення у вбивстві другого ступеня. 4 грудня 1975 року суддя Томас Старк засудив ДеФео до шести 25 років позбавлення волі.
ДеФео утримувався у виправній колонії Саллівана в місті Фолсбург, штат Нью-Йорк, і до його смерті всі його апеляції та запити до комісії з умовно-дострокового звільнення відхилялися.

## Смерть
ДеФео помер у віці 69 років 12 березня 2021 року в медичному центрі Олбані. Офіційна причина смерті не була оприлюднена.

## У масовій культурі
- Книга Джея Енсона «Жах Амітивіля» була опублікована 13 вересня 1977 року. Книга заснована на 28-денному періоді з грудня 1975 року по січень 1976 року, коли Джордж і Кеті Лутц і їхні троє дітей стали першою сім'єю, яка жила на Оушен-авеню, 112 після вбивств. Сім'я Лутц покинула будинок, заявивши, що під час проживання там їх тероризували паранормальні явища[9]. Екранізація книги 1979 року стала найкасовішим незалежним фільмом усіх часів і тримала цей рекорд до 1990 року. За ним було кілька продовжень, а також багато інших фільмів, які не мають жодного зв’язку, окрім посилання на Амітивілль[14].
- Фільм 1982 року «Амітивілль II: Одержимість» заснований на книзі «Вбивство в Амітивілі» парапсихолога Ганса Хольцера. Дія розгортається на Оушен-авеню, 112, і розповідає про вигадану сім'ю Монтеллі, яка заснована на родині ДеФео. Історія відкриває спекулятивні та суперечливі теми, у тому числі інцестуальні стосунки між Сонні Монтеллі та його сестрою-підлітком Патрісією, засновані на чутках про інцестуальні стосунки між ДеФео та його сестрою Доун[15].
- Фільм 2018 року «Вбивства в Амітивілі» — це ще одна драматизація вбивств ДеФео та обставин, пов’язаних з ними; на відміну від Amityville II: The Possession, фільм 2018 року зберігає імена реальних учасників. Діана Франклін і Берт Янг, які знялися в Амітівіллі II, з'являються в різних ролях в Амітівільських вбивствах.
- Кіноверсії вбивств ДеФео містять кілька неточностей. Рімейк «Жахів Амітивіля» 2005 року містить вигаданого дитячого персонажа на ім’я Джоді ДеФео. Твердження про те, що на вбивство ДеФео вплинули духи з могильника Ленапе на Оушен-авеню, 112, було відкинуто місцевими істориками та індіанськими лідерами, які стверджують, що немає достатніх доказів на підтримку твердження, що могильник коли-небудь існував[16].